# Заправка (картина Гоппера)
«Заправка» (англ. Gas) — картина Едварда Гоппера, створена у 1940 році. Зберігається у нью-йоркському Музеї сучасного мистецтва.

## Сюжет
Дорога, мабуть, скоро закінчується, зникаючи у лісі — не дуже перспективне місце для заправної станції. Останній автомобіль, здається, давно проїхав. Працівник вимикає колонку, скоро вимкне світло і замкнеться на ніч. Джерело світла в цій картині — сама заправка. Фігура самотнього працівника в сутінках відображає приховану драму.
Зображена заправка — узагальнене уявлення художника про заправну станцію взагалі. Сам Гоппер так визначив свою мету: «Подати, наскільки це можливо, найточнішу транскрипцію моїх особистих вражень від природи».

## Тлумачення
Тема автомобільної подорожі — одна з наскрізних в американському мистецтві. А заправна станція є одним із її основних сюжетів і символів. Що характерно, на картині «Заправка» немає жодної машини. І навіть одяг працівника заправки — не комбінезон механіка, а біла сорочка, жилет, краватка.
Також цей сюжет — один із прикладів «прикордонної ситуації» в творчості Гоппера: події відбуваються між днем і ніччю, природою й цивілізацією. Заправна станція має вигляд останнього форпосту, за яким світ людей закінчується, змінюючись за дорогою таємничим царством природи, що постає темною стіною, в якій важко розрізнити окремі дерева.
Людина ж у творчості Гоппера постає дрібною істотою, що майже губиться в архітектурному або промисловому обрамленні.